# زهرة اللبن الطروادية
زهرة اللبن الطروادية نوعًا نباتي ينتمي إلى جنس زهرة اللبن من الفصيلة النرجسية.

## البيئة والانتشار
تنتشر في تركيا.